# Familia Galleguillos
Familia Galleguillos  Antigua familia Criolla de origen Noble Español  asentada en 1568 durante la Colonia en el entonces San Bartolomé de La Serena  cuyos miembros fueron importantes Hacendados, Militares y gobernantes coloniales con importante participación en la conquista de Chile y Argentina y la Guerra de Arauco , pioneros en la elaboración del pisco y vino de Chile además de ser los principales terratenientes del sector costero del Valle de Limarí desde principios del siglo XVI hasta fines del siglo XIX y tronco de una de las más importantes Familias chilenas del Norte Chico en el Chile colonial.